# Henriette Kjær
Henriette Kjær, née le 3 mai 1966, est une femme politique danoise, membre du Parti populaire conservateur (KF). Elle a été ministre des Affaires sociales et de l'Égalité des chances, puis de la Famille et de la Consommation.